# Clathria longispiculum
Clathria longispiculum är en svampdjursart som först beskrevs av Carter 1876.  Clathria longispiculum ingår i släktet Clathria och familjen Microcionidae. Inga underarter finns listade i Catalogue of Life.